# Shimizu Koya
Shimizu Koya (清水 康也 Shimizu Kōya, sinh ngày 15 tháng 6 năm 1982) là một cầu thủ bóng đá người Nhật Bản. Anh thi đấu cho Briobecca Urayasu.

## Thống kê câu lạc bộ
| Thành tích câu lạc bộ | Thành tích câu lạc bộ | Thành tích câu lạc bộ | Giải vô địch | Giải vô địch | Cúp                   | Cúp                   | Tổng cộng | Tổng cộng |
| Mùa giải              | Câu lạc bộ            | Giải vô địch          | Số trận      | Bàn thắng    | Số trận               | Bàn thắng             | Số trận   | Bàn thắng |
| Nhật Bản              | Nhật Bản              | Nhật Bản              | Giải vô địch | Giải vô địch | Cúp Hoàng đế Nhật Bản | Cúp Hoàng đế Nhật Bản | Tổng cộng | Tổng cộng |
| --------------------- | --------------------- | --------------------- | ------------ | ------------ | --------------------- | --------------------- | --------- | --------- |
| 2001                  | Đại học Kokushikan    | JFL                   | 10           | 1            | -                     | -                     | 10        | 1         |
| 2002                  | Đại học Kokushikan    | JFL                   | 4            | 1            |                       |                       | 4         | 1         |
| 2003                  | Đại học Kokushikan    | JFL                   | 3            | 0            | -                     | -                     | 3         | 0         |
| 2004                  | Đại học Kokushikan    | JFL                   | 6            | 3            | -                     | -                     | 6         | 3         |
| 2005                  | Vegalta Sendai        | J2 League             | 16           | 0            | 2                     | 0                     | 18        | 0         |
| 2006                  | Vegalta Sendai        | J2 League             | 2            | 0            | 0                     | 0                     | 2         | 0         |
| 2007                  | Sagan Tosu            | J2 League             | 21           | 2            | 1                     | 0                     | 22        | 2         |
| 2008                  | Sagan Tosu            | J2 League             | 23           | 1            | 4                     | 0                     | 27        | 1         |
| 2009                  | Sagan Tosu            | J2 League             | 4            | 0            | 0                     | 0                     | 4         | 0         |
| 2010                  | Tokyo Verdy           | J2 League             | 0            | 0            | 0                     | 0                     | 0         | 0         |
| Tổng                  | Tổng                  | Tổng                  | 85           | 8            | 7                     | 0                     | 92        | 8         |